# Complexo Cruzeta
O Complexo Cruzeta ou Maciço de Troia é um conjunto de rochas metamórficas de idade arqueana (2,7 a 2,8 bilhões de anos) que aflora no estado do Ceará, Nordeste do Brasil. Juntamente com as rochas do Complexo Granjeiro, são consideradas as rochas mais antigas do estado. É parte do Domínio Ceará Central, na Província Borborema.
A unidade estende-se, de sudoeste para nordeste, pelos municípios de Arneiroz, Tauá, Mombaça, Pedra Branca, Senador Pompeu, Boa Viagem e Quixeramobim.
Constitui-se por gnaisses de cor cinza, parcialmente migmatíticos, de composições quartzo-dioríticas, tonalíticas, granodioríticas e raramente graníticas, com lentes de anfibolitos e de rochas ultramáficas metamorfizadas. Rochas metassedimentares são raras e representadas por lentes de rochas calcissilicáticas, de quartzitos e de mármores.